# Landhaus Studnitz

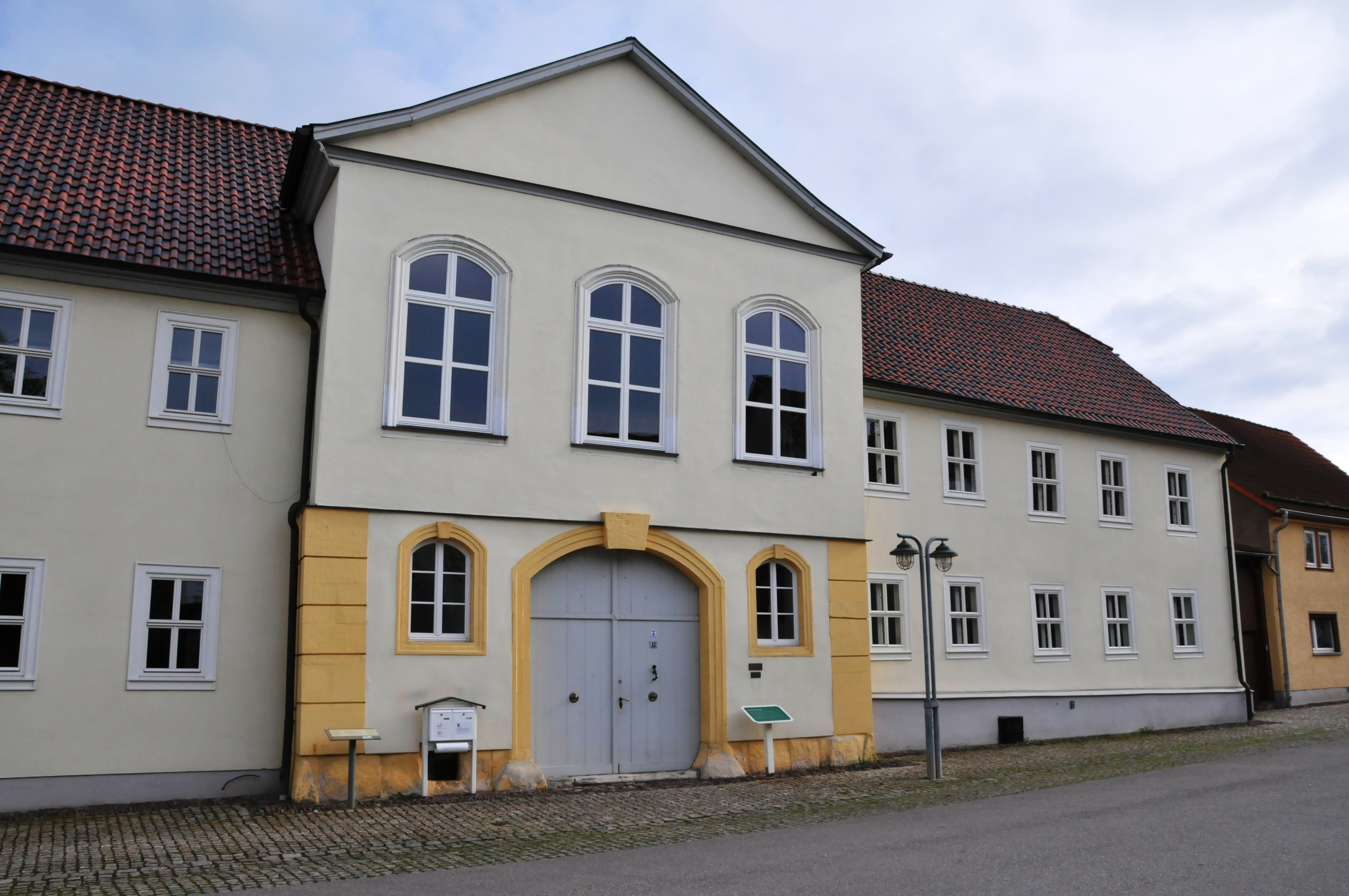
Straßenansicht

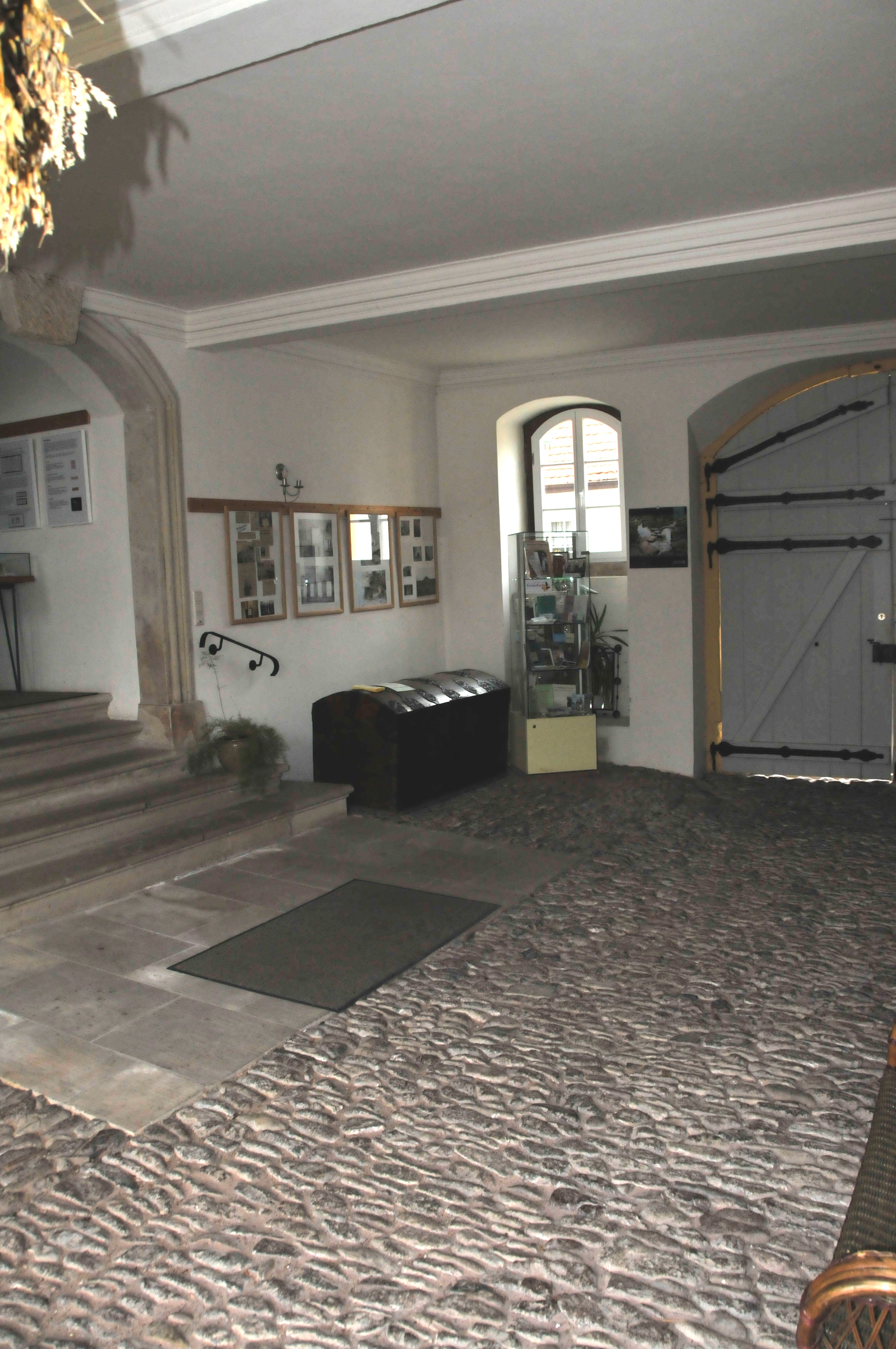
Die Torhalle

Das Landhaus Studnitz ist ein historisches Wohngebäude in Wechmar bei Gotha, Hohenkirchenstraße 13. Es ist in der Liste der Kulturdenkmale in Drei Gleichen eingetragen.

## Geschichte

### Vorgeschichte
Das in der Mitte des Ortes Wechmar, unweit des Dorfbrunnens und der Kirche St. Viti gelegene Anwesen war in der frühen Neuzeit ein Rittergut der Herren von Spitznase. Um 1700 war von ihm nur noch ein schlichtes Wohnhaus erhalten. Es wechselte danach mehrmals seine Eigentümer.

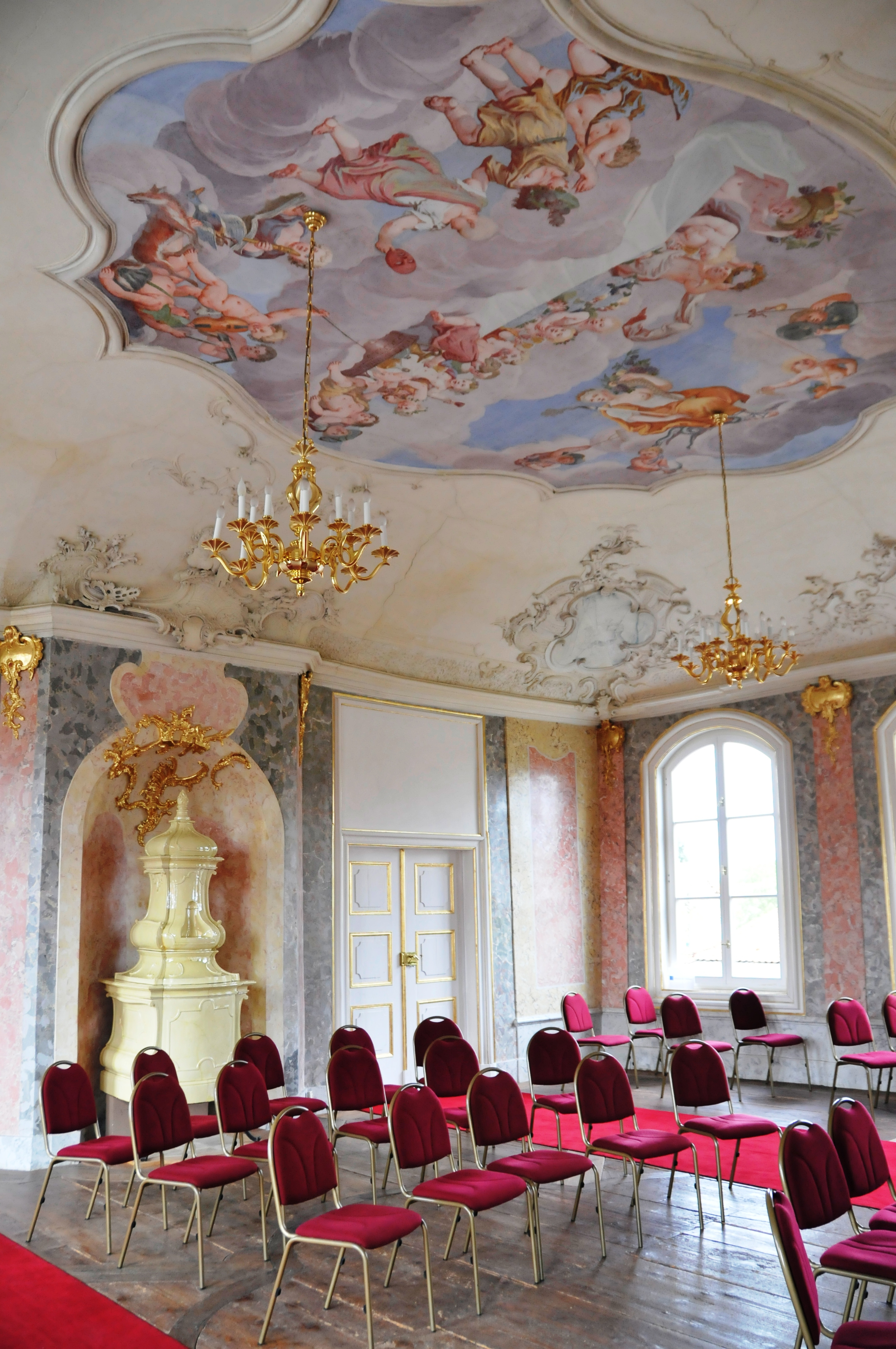
Der Rokoko-Saal nach Westen

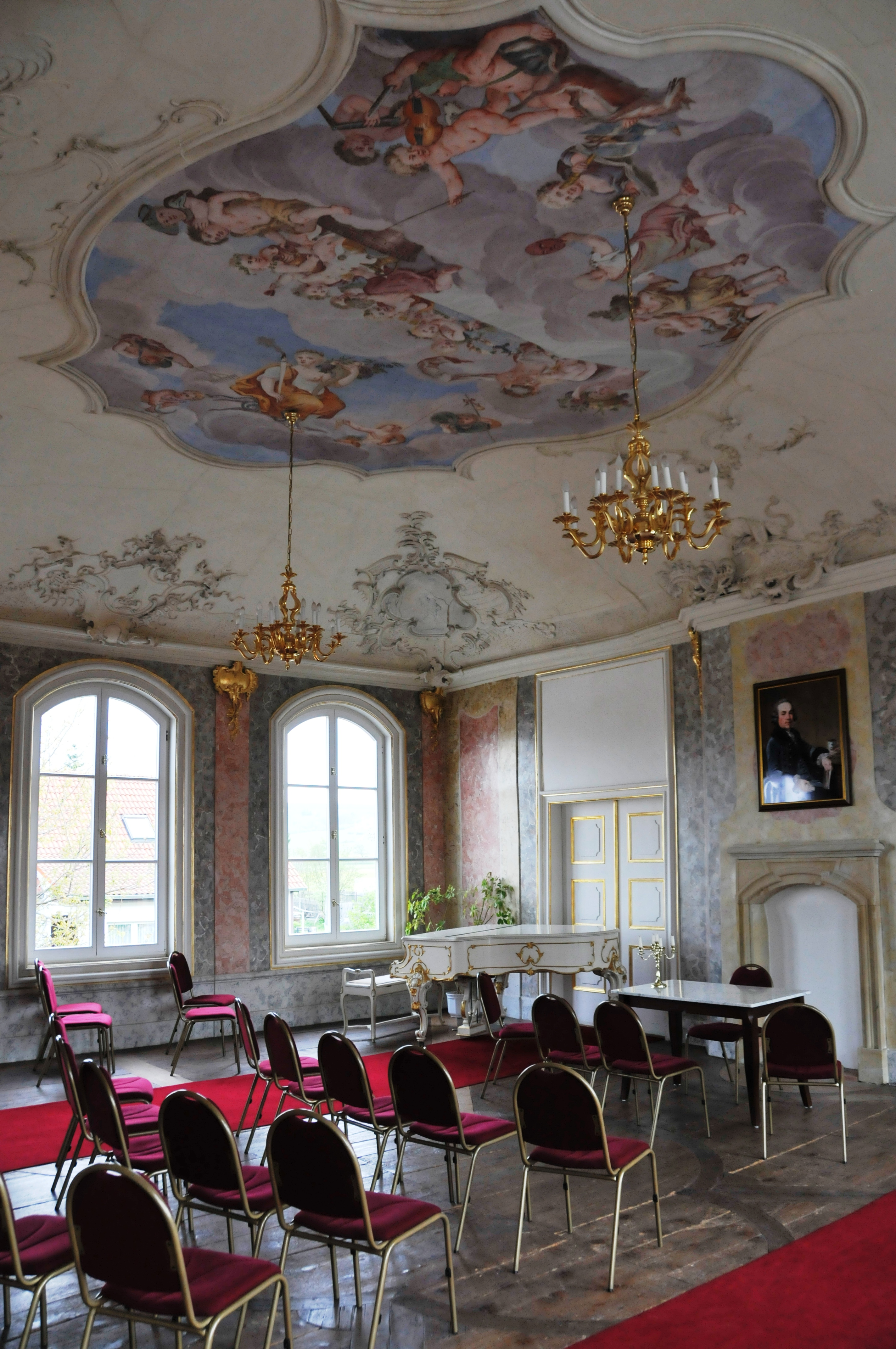
Der Rokoko-Saal nach Osten

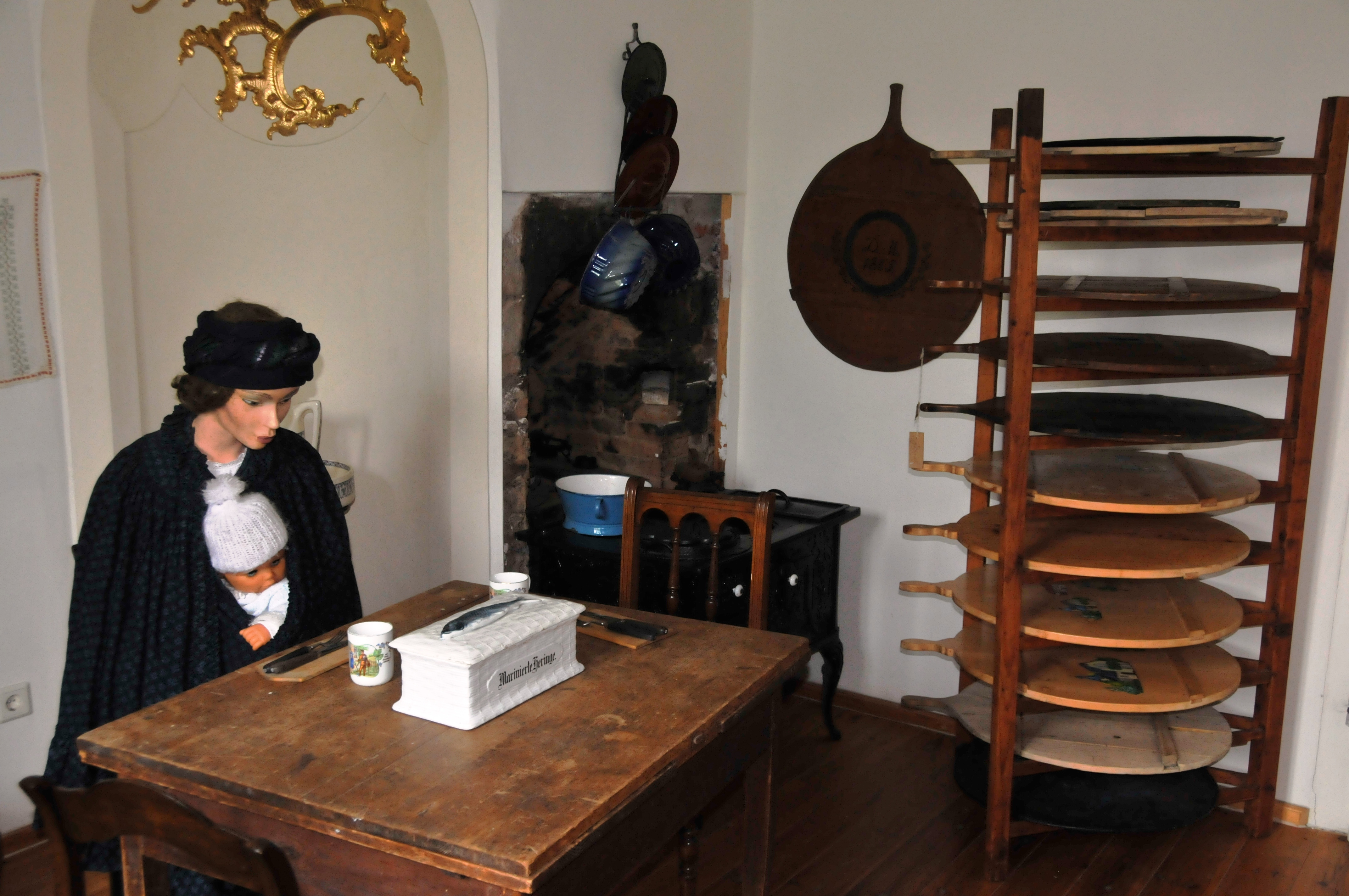
Der Ausstellungsraum

### Ab 1747: Die Ära „von Studnitz“
1747 erwarb der Gothaer Oberhofmarschall Hans Adam von Studnitz, der als Sonderling und Lebemann galt, das Grundstück, zu dem damals noch ein etwa 2000 m² großer Park gehörte, aus dem Nachlass des Oberkonsistorialvizepräsidenten Cyprian, um es als seine Sommerresidenz zu nutzen. Den baulichen Altbestand ließ er abbrechen und durch einen repräsentativen, dreiteiligen Neubau ersetzen. Der gegenüber den Seitenflügeln erhöhe Mittelbau erhielt eine Durchfahrt nebst Treppenanlage, über ihm entstand ein großer Festsaal im Stil des Rokoko, der die gesamte Haustiefe einnahm und mit je drei großen Fenstern von zwei Seiten belichtet wurde. Zur Innengestaltung des 1750 fertiggestellten fayencenreichen Rokoko-Saal verpflichtete er angesehene Künstler der Zeit. Als Schöpfer der Stuckmarmorwände und der Stuckdecke gelten die Stuckateure Trützschler, Augustini und Güldner. Das Deckengemälde schuf der Gothaer Hofmaler Johann-Heinrich Ritter. Das Gebäude hat Ähnlichkeit mit dem etwa gleich alten Röderschlösschen in Liebenstein.
In den folgenden Jahren erlebte das Haus rauschende Feste. Adam von Studnitz blieb unverheiratet und verstarb 1788.

### Ab 1788: Eigentümerwechsel und landwirtschaftliche Nutzung
Nach dem Tode des Hausherrn verebbte das fröhliche Treiben. 1804 kaufte die einheimische Familie Richter das Haus zur landwirtschaftlichen Nutzung und betrieb auch eine Landwirtschaftsschule mit Forschungseinrichtung und eine Töpferei. Hierzu wurde im linken Seitenflügel ein zweites Tor eingebaut. Der Rokokosaal wurde zweckentfremdet unter anderem als Lager und Futterkammer benutzt. Bereits 1891 registrierte man Verfallserscheinungen. Die Familie Richter erlebte Anfang des 20. Jahrhunderts ein tragisches Schicksal. 1916 verstarben die Eltern und die teilweise minderjährigen Kinder bekamen einen Vormund. Um die Schulden des Hofes bezahlen zu können, wurden alle Wertgegenstände verkauft. Man versuchte sogar die Stuckdecke auszubauen, der Versuch misslang. 1974 wurde das bis dahin bewohnte, bewirtschaftete und nun „Rittersaal“ genannte Gebäude unter Denkmalschutz gestellt, blieb aber weiter dem Verfall ausgeliefert.

### Ab 1990: Sanierung als Vereinshaus
1990 kam das Haus in Besitz der Gemeinde Wechmar. Noch unter der letzten DDR-Regierung unter Lothar de Maizière wurden von 1990 bis 1993 erste Fördermittel für eine Sicherung und Neueindeckung des Gebäudes bereitgestellt. Der Ostflügel des Palais, der sich in einem besonders schlechten Zustand befand, wurde 1991 abgebrochen.
1998 verkaufte die Gemeinde das nur gesicherte Gebäude an den bereits 1982 gegründeten Wechmarer Heimatverein e.V. für eine symbolische Mark. Dank der Unterstützung vieler Freunde, Sponsoren und Institutionen gelang es den Verein, das Baudenkmal der Nachwelt zu bewahren. Hierzu gehörten der ehemalige Botschafter und Europaparlamentsabgeordnete Rüdiger Freiherr von Wechmar, dessen Familie aus Wechmar stammt, der ebenfalls aus Wechnmar stammende spätere Oberbürgermeister von Gotha und Knut Kreuch als Vorsitzender des Heimatvereins, die Deutsche Stiftung Denkmalschutz und die Städtebauförderung von Bund und Ländern. Nach langjähriger Restaurierung wurde das Haus am 27. November 1999 wieder eröffnet. Der Ostflügel wurde wiederaufgebaut, bekam einen zweiten Gesellschaftssaal im Obergeschoss und wurde am 2. Dezember 2000 der Öffentlichkeit präsentiert.
Seither finden im Palais Studnitz Ausstellungen, Konzerte, festliche Veranstaltungen, Vereinssitzungen und Proben statt. Oft beziehen sie sich auch auf das Wirken und Schaffen der Musikerfamilie Bach. Die Gesellschaftsräume können auch für Hochzeiten und andere Familienfeiern angemietet werden. Unter anderem ist das Haus Sitz des Deutschen Trachtenverband e.V. 2006 erhielt Herr Kreuch für seine Verdienste zur Erhaltung des Landhauses den Denkmalschutzpreis „Silberne Halbkugel“.